# Lienardia gracilis
Lienardia gracilis é uma espécie de gastrópode do gênero Lienardia, pertencente a família Clathurellidae.